# Le Molard
Le Molard (früher auch Crêt du Mollard)) ist ein 1752 m ü. M. hoher Berg der Freiburger Voralpen an der Grenze der Gemeinden Blonay – Saint-Légier und Montreux im Schweizer Kanton Waadt.

## Name
Molard stammt von lateinisch moles bzw. molare für Erdhaufen, Anhöhe oder Hügel.

## Lage

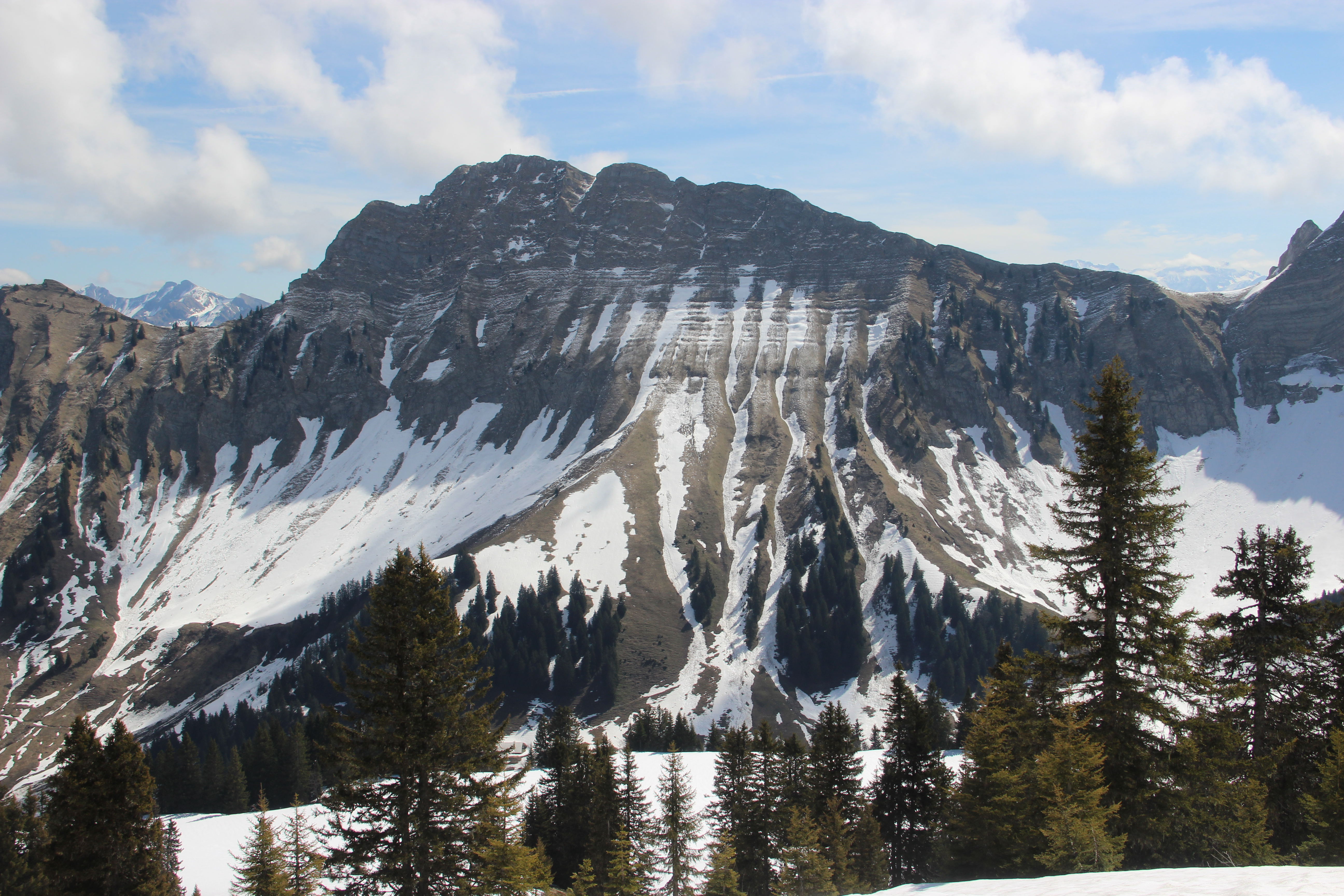
Blick vom Molard auf die Vanil des Artses, der Bezugsberg des Molards für die Berechnung der Schartenhöhe

Der Gipfel liegt zwischen fünf Tälern: Der Ruisseau de Saudanne im Nordwesten und ein nach Norden fliessender, auf der Landeskarte der Schweiz unbenannter Bach fliessen nach wenigen Kilometern in die Veveyse de Fégire, deren Tal im Osten des Molards liegt und die ein Nebenfluss der Veveyse ist. Im Südwesten liegt das Tal des Wildbachs Avessan, der nach wenigen Kilometern in die Baye de Clarens mündet. Im Südosten liegt das Tal des Ruisseau de Malaz Chenau, der nach wenigen Kilometern in die Baye de Montreux mündet. Alle diese Wasserläufe münden bei Vevey, Clarens beziehungsweise Montreux in den Genfersee.
Gleich östlich des Berges erhebt sich die Bergkette, die vom Moléson (2002 m ü. M.) und Dent de Lys (2014 m ü. M.) bis zu den Rochers de Naye (2042 m ü. M.) führt und durch ihre markanten Felswände nach Westen auffällt.
Der Molard erhebt sich mit 175 Metern Schartenhöhe über dem Col de Soladier (1577 m ü. M.) im Südosten, über den man zum Col de Pierra-Perchia und weiter auf einem anspruchsvollen Alpinwanderweg (T5) zur Cape au Moine gelangen kann. Der nördlich davon gelegene Vanil des Artses ist ebenfalls über den Col de Pierra-Perchia und anschliessender anspruchsvoller Überschreitung des Le Pila zum Pt. 1791 m (T5) zu erreichen.
Westlich vom Mollard liegt der Pass La Forcla (1622 m ü. M.), der zum 1730 m ü. M. hohen Le Folly führt.
Der Berg liegt an der nördlichen Grenze des Parc naturel régional Gruyère Pays-d’Enhaut, eines Parks von nationaler Bedeutung.

## Geologie
Der Berg besteht aus fossilführendem Calcit aus der Serie des Unterjura.

## Aufstieg
Der nach der SAC-Wanderskala als Bergwandern (T2) klassifizierte Aufstieg ist von Villard-sur-Chamby, Les Avants, Les Pléiades oder Les Paccots bei Châtel-Saint-Denis möglich.
Im Geographischen Lexikon der Schweiz von 1905 wird beschrieben, der Berg würde von den Kurgästen aus Les Avants, Villars (heute Villard-sur-Chamby), L'Alliaz und Montreux oft besucht.